# Burg (Hautes-Pyrénées)
Burg település Franciaországban, Hautes-Pyrénées megyében. Lakosainak száma 278 fő (2022. január 1.). Burg Montastruc, Bégole, Bernadets-Dessus, Castelbajac, Castéra-Lanusse, Ozon és Tournay községekkel határos.

## Népesség
A település népességének változása:
| Lakosok száma | 270  | 268  | 283  | 275  | 279  | 282  | 284  | 285  | 278  |
|               | 2013 | 2015 | 2016 | 2017 | 2018 | 2019 | 2020 | 2021 | 2022 |